# Skålan
Skålan is een plaats in de gemeente Berg in het landschap Jämtland en de provincie Jämtlands län in Zweden. De plaats heeft 98 inwoners (2005) en een oppervlakte van 46 hectare. De plaats ligt aan het meer Skålsjön, dit meer is eigenlijk een verbreed deel van de rivier de Ljungan.